# Bachschildkröten

Blauäugige Maurische Bachschildkröte (Mauremys leprosa)
Südliches Marokko

Die Bachschildkröten (Mauremys) sind eine Gattung der Altwelt-Sumpfschildkröten, die mit verschiedenen Arten vom Mittelmeerraum bis nach Ostasien und Japan beheimatet ist. Welche Arten im Einzelnen zu dieser Gattung gehören, ist noch nicht abschließend geklärt. Die Annam-Bachschildkröte und die Gelbe Sumpfschildkröte, die beide in Asien beheimatet sind, werden bisweilen in die Gattung Asiatische Wasserschildkröten (Cathaiemys) gestellt.
Die Bachschildkröten halten sich oft in stehenden Gewässern und an Land in der Nähe der Gewässer auf, ihren deutschen Namen haben sie jedoch von ihrem Vorkommen in eher seichten, langsam fließenden Bächen. Sie können gut schwimmen.

## Merkmale
Die Arten der Bachschildkröten werden maximal zwischen 18 cm und 21 cm groß (Weibchen), die Männchen sind kleiner und werden zwischen 11 cm und 13,5 cm groß.

## Verbreitung
Im westlichen Mittelmeerraum ist die Maurische Bachschildkröte (Mauremys leprosa), auch „Spanische Wasserschildkröte“ genannt, von Portugal und Spanien über Nordafrika (Marokko, Algerien, Tunesien, Libyen) bis Westafrika (Senegal und Niger) zu Hause.
Die Westkaspische Schildkröte (Mauremys rivulata) früher als Unterart der Kaspischen Bachschildkröte (Mauremys caspica) betrachtet, lebt im Gebiet der östlichen Mittelmeerländer von Südosteuropa und Griechenland über die südliche und westliche Türkei bis in den Libanon sowie Israel und Syrien. Auch auf den Inseln Zypern und Kreta kann man sie finden. 
Weiter im Osten, und in Inneranatolien (nördlich des Taurusgebirges), schließt das Verbreitungsgebiet der Kaspischen Bachschildkröte an. Es umfasst die südwestlichen Teile der ehemaligen Sowjetunion zwischen Kaukasus und Kaspischem Meer über die zentrale und östliche Türkei bis in den Iran. 
Die Japanische Sumpfschildkröte (Mauremys japonica), bewohnt die japanischen Hauptinseln Honshu, Shikodu und Kyushu mit einigen kleinen, davor gelegenen Inseln.

## Systematik
Die Gattung der Bachschildkröten galt lange Zeit als Musterbeispiel für eine Ost-West-Aufspaltung aufgrund eiszeitlicher Auslöschungen. Das Eiszeitalter im Pleistozän hätte dieser Ansicht zufolge eine Lücke im Verbreitungsgebiet zwischen den mediterranen Arten und den Schwesterarten in Ostasien hinterlassen. Moderne molekulargenetische Methoden zeigten jedoch, dass die Aufspaltung schon viel früher stattgefunden haben muss. Es stellte sich auch heraus, dass die Gattung paraphyletisch ist, da die ostasiatischen Schildkrötengattungen Chinemys und Ocadia, die bis dahin noch einer anderen Unterfamilie der Geoemydidae zugeordnet wurden, ebenfalls in die Verwandtschaft der Bachschildkröten zu stellen sind. Die Schwestergattung dieser Gruppe sind die Scharnierschildkröten (Cuora).
Dass die Kreuzungsbarrieren selbst zwischen diesen als verschiedene Gattungen klassifizierten Arten nicht hoch sind, bewies die Beschreibung zweier anscheinend neuer Mauremys-Arten durch die Amerikaner Pritchard und Iverson. Sie hatten die Schildkröten auf chinesischen Märkten gefunden, wo zahlreiche verschiedene Arten angeboten werden, und beschrieben sie als Mauremys iversoni und Mauremys pritchardi. Durch Untersuchungen der mitochondrialen Erbsubstanz konnte am Tierkundemuseum in Dresden nachgewiesen werden, dass es sich bei beiden „Arten“ um Hybride, also Ergebnisse von Kreuzungen zweier geografisch weit auseinanderliegender Arten handelte. Bei Mauremys iversoni konnte als mütterliche Elternart die Chinesische Dosenschildkröte oder Chinesische Dreistreifen-Scharnierschildkröte (Cuora trifasciata) und als väterliche Elternart die Gelbe Bachschildkröte (Mauremys mutica) 
identifiziert werden. Mauremys pritchardi entstand durch die Kreuzung der Gelben
Bachschildkröte als mütterliche Elternart  mit der Chinesischen Dreikielschildkröte (Chinemys reevesii).
Auch die Westkaspische Schildkröte (Mauremys rivulata) und die Kaspische Bachschildkröte (Mauremys caspica) bilden bei direktem Kontakt Hybride. Dies ist in der Natur dort der Fall, wo ihre sonst getrennten Verbreitungsgebiete aneinandergrenzen, also im Südosten der Türkei und in Nordsyrien, und in der Nordwesttürkei. Eine Hybridpopulation bei dem Dorf Gaziler in der Provinz Bilecik wurde mit genetischen Untersuchungen bestätigt.

### Arten
- Annam-Bachschildkröte (Mauremys annamensis (Siebenrock, 1903), Syn.: Cathaiemys annamensis)
- Kaspische Bachschildkröte (Mauremys caspica (Gmelin, 1774))
- Japanische Sumpfschildkröte (Mauremys japonica (Temminck & Schlegel, 1835))
- Maurische Bachschildkröte (Mauremys leprosa (Schweigger, 1812))
- Gelbe Sumpfschildkröte (Mauremys mutica (Cantor, 1842), Syn.: Cathaiemys mutica)
- Chinesische Rothalsschildkröte (Mauremys nigricans (Gray, 1834), Syn.: Chinemys nigricans)
- Chinesische Dreikielschildkröte (Mauremys reevesii (Gray, 1831), Syn.: Chinemys reevesii, Chinemys megalocephala oder möglicherweise ein Hybride aus Mauremys reevesii und einer anderen Art)
- Westkaspische Schildkröte (Mauremys rivulata (Valenciennes, 1833))
- Chinesische Streifenschildkröte (Mauremys sinensis (Gray, 1834), Syn.: Ocadia sinensis)

Hybriden:
- Iversons Bachschildkröte („Mauremys“ × iversoni Pritchard & McCord, 1991) (Hybride aus Cuora trifasciata & Mauremys mutica)
- Pritchards Bachschildkröte („Mauremys“ × pritchardi McCord, 1997) (Hybride aus Mauremys mutica & Mauremys reevesii)
- Guangxi-Streifenschildkröte („Ocadia“ × glyphistoma McCord & Iverson, 1994) (Hybride aus Mauremys sinensis & Mauremys annamensis)
- Philippens Streifenschildkröte („Ocadia“ × philippeni McCord & Iverson, 1992) (Hybride aus Mauremys sinensis  & Cuora trifasciata)

## Nachweise